# Comuna de Trzebielino
Trzebielino (polaco: Gmina Trzebielino) é uma gminy (comuna) na Polónia, na voivodia de Pomerânia e no condado de Bytowski. A sede do condado é a cidade de Trzebielino.
De acordo com os censos de 2004, a comuna tem 3710 habitantes, com uma densidade 16,5 hab/km².

## Área
Estende-se por uma área de 225,45 km², incluindo:
- área agrícola: 32%
- área florestal: 61%

## Demografia
Dados de 30 de Junho 2004:
|                      | Total   | Total | Mulheres | Mulheres | Homens  | Homens |
| -------------------- | ------- | ----- | -------- | -------- | ------- | ------ |
|                      | pessoas | %     | pessoas  | %        | pessoas | %      |
| População            | 3710    | 100   | 1855     | 50       | 1855    | 50     |
| Densidade (pop./km²) | 16,5    | 100   | 8,2      | 8,2      | 8,2     | 8,2    |

De acordo com dados de 2002, o rendimento médio per capita ascendia a 1454,46 zł.

## Comunas vizinhas
- Dębnica Kaszubska, Kępice, Kobylnica, Kołczygłowy, Miastko